# Macropsobrycon xinguensis
Macropsobrycon xinguensis és una espècie de peix de la família dels caràcids i de l'ordre dels caraciformes.

## Morfologia
- Els mascles poden assolir 3,1 cm de llargària total.[4]

## Hàbitat
Viu en zones de clima subtropical.

## Distribució geogràfica
Es troba a Sud-amèrica: conca del riu Xingu (Brasil).